# Carlos Gruezo
Carlos Armando Gruezo Arboleda, född 19 april 1995, är en ecuadoriansk fotbollsspelare som spelar för FC Augsburg. Han representerar även det ecuadorianska landslaget.

## Klubbkarriär
Den 2 juli 2019 värvades Gruezo av FC Augsburg, där han skrev på ett femårskontrakt.

## Landslagskarriär
Gruezo debuterade för Ecuadors landslag den 17 maj 2014 i en 1–1-match mot Nederländerna, där han blev inbytt i halvtid mot Christian Noboa.